# Fußball-Weltmeisterschaft 1986/Uruguay
Dieser Artikel behandelt die uruguayische Fußballnationalmannschaft bei der Fußball-Weltmeisterschaft 1986.

## Qualifikation
| Uruguay | - | Ecuador | 2:1 | Aguilera 32', Ramos 50' / Cuvi 54'  |
| Chile   | - | Uruguay | 2:0 | Rubio 28', Aravena 53'              |
| Ecuador | - | Uruguay | 0:2 | Saralegui 70', Francescoli 87'      |
| Uruguay | - | Chile   | 2:1 | Batista 9', Ramos 60' / Aravena 29' |

## Uruguayisches Aufgebot
| Nr.               | Name              | Verein vor WM-Beginn | Geburtstag | Spiele   | Tore     | Gelbe Karte | Rote Karte |
| Torhüter          | Torhüter          | Torhüter             | Torhüter   | Torhüter | Torhüter | Torhüter    | Torhüter   |
| ----------------- | ----------------- | -------------------- | ---------- | -------- | -------- | ----------- | ---------- |
| 1                 | Rodolfo Rodríguez | FC Santos            | 20.01.1956 | 0        | 0        | 0           | 0          |
| 12                | Fernando Álvez    | Peñarol              | 04.09.1959 | 4        | 0        | 1           | 0          |
| 22                | Celso Otero       | Montevideo Wanderers | 01.02.1958 | 0        | 0        | 0           | 0          |
| Abwehrspieler     |                   |                      |            |          |          |             |            |
| 2                 | Nelson Gutiérrez  | River Plate          | 13.04.1962 | 4        | 0        | 0           | 0          |
| 3                 | Eduardo Acevedo   | Defensor Sporting    | 25.09.1959 | 4        | 0        | 1           | 0          |
| 4                 | Víctor Diogo      | Palmeiras            | 19.04.1958 | 3        | 0        | 2           | 0          |
| 6                 | José Batista      | Deportivo Español    | 06.03.1962 | 3        | 0        | 0           | 1          |
| 13                | César Vega        | Danubio              | 02.09.1959 | 0        | 0        | 0           | 0          |
| 14                | Darío Pereyra     | FC São Paulo         | 20.10.1956 | 2        | 0        | 0           | 0          |
| 15                | Eliseo Rivero     | Peñarol              | 27.12.1957 | 1        | 0        | 0           | 0          |
| Mittelfeldspieler |                   |                      |            |          |          |             |            |
| 5                 | Miguel Bossio     | Peñarol              | 10.02.1960 | 3        | 0        | 1           | 1          |
| 8                 | Jorge Barrios     | Olympiakos Piräus    | 24.01.1961 | 3        | 0        | 0           | 0          |
| 10                | Enzo Francescoli  | River Plate          | 12.11.1961 | 4        | 1        | 1           | 0          |
| 11                | Sergio Santín     | Atlético Nacional    | 06.08.1956 | 4        | 0        | 1           | 0          |
| 16                | Mario Saralegui   | FC Elche             | 24.04.1959 | 3        | 0        | 1           | 0          |
| 17                | José Luis Zalazar | Peñarol              | 26.10.1963 | 1        | 0        | 0           | 0          |
| 18                | Rubén Paz         | SC Internacional     | 08.08.1959 | 1        | 0        | 0           | 0          |
| Stürmer           |                   |                      |            |          |          |             |            |
| 7                 | Antonio Alzamendi | River Plate          | 07.06.1956 | 3        | 1        | 0           | 0          |
| 9                 | Jorge da Silva    | Atlético Madrid      | 11.12.1961 | 3        | 0        | 2           | 0          |
| 19                | Venancio Ramos    | RC Lens              | 20.06.1959 | 4        | 0        | 0           | 0          |
| 20                | Carlos Aguilera   | Nacional Montevideo  | 21.09.1964 | 0        | 0        | 0           | 0          |
| 21                | Wilmar Cabrera    | FC Valencia          | 31.07.1959 | 2        | 0        | 1           | 0          |
| Trainer           |                   |                      |            |          |          |             |            |
|                   | Omar Borrás       |                      | 15.06.1929 |          |          |             |            |

## Spiele der uruguayischen Mannschaft
- BR Deutschland –  Uruguay 1:1 (0:1)

Stadion: Estadio La Corregidora (Querétaro)
Zuschauer: 30.000
Schiedsrichter: Christov (Tschechoslowakei)
Tore: 0:1 Alzamendi (4.), 1:1 Allofs (84.)
- Uruguay –  Dänemark 1:6 (1:2)

Stadion: Estadio Neza 86 (Nezahualcóyotl)
Zuschauer: 26.000
Schiedsrichter: Márquez (Mexiko)
Tore: 0:1 Elkjær Larsen (11.), 0:2 Lerby (41.), 1:2 Francescoli (45.) 11m, 1:3 Laudrup (52.), 1:4 Elkjær Larsen (67.), 1:5 Elkjær Larsen (80.), 1:6 J. Olsen (88.)
- Uruguay –  Schottland 0:0

Stadion: Estadio Neza 86 (Nezahualcóyotl)
Zuschauer: 20.000
Schiedsrichter: Quiniou (Frankreich)
Tore: keine

### Achtelfinale
| 26.000 | Estadio Cuauhtémoc (Puebla) | Argentinien | Uruguay | Agnolin (Italien) | 1:0 (1:0) | 1:0 Pasculli (42.) |

Argentinien hielt seinen südamerikanischen Nachbarn Uruguay mit 1:0 nieder.